# Plaani
Plaani es una localidad situada en el municipio de Rõuge, en el condado de Võru, Estonia. Según el censo de 2021, tiene una población de 7 habitantes.
Está ubicada cerca del Suur Munamägi —el punto más alto del país, con 318 metros— y del lago Rõuge Suurjärv.